# Condado de Brzeziny
Nota linguística: Não confundir hrabstwo (condado) com powiat (divisão administrativa)..
Brzeziny (polaco: powiat brzeziński) é um powiat (condado) da Polónia, na voivodia de Lodz. A sede do condado é a cidade de Brzeziny. Estende-se por uma área de 358,51 km², com 30 654 habitantes, segundo os censos de 2005, com uma densidade 85,5 hab/km².

## Divisões admistrativas
O condado possui:
Comunas urbanas: Brzeziny
Comunas rurais: Brzeziny, Dmosin, Jeżów, Rogów
Cidades: Brzeziny

## Demografia
População (dados de 30 de Junho de 2005):
|          | Total   | Total | Mulheres | Mulheres | Homens  | Homens |
| -------- | ------- | ----- | -------- | -------- | ------- | ------ |
|          | pessoas | %     | pessoas  | %        | pessoas | %      |
| Total    | 30 654  | 100   | 15 727   | 51,3     | 14 927  | 48,7   |
| Cidades  | 12 410  | 100   | 6501     | 52,4     | 5909    | 47,6   |
| Povoados | 18 244  | 100   | 9226     | 50,6     | 9018    | 49,4   |